# 16 octobre 2015
Le vendredi 16 octobre 2015 est le 289e jour de l'année 2015.

## Décès
- Anne Tronche (née le 30 octobre 1938), critique d'art
- Francesc de Paula Burguera (né le 21 juillet 1928), journaliste espagnol
- James Fowler (né le 12 octobre 1940), psychologue et théologien américain
- Mikhail Burtsev (né le 21 juin 1956), escrimeur soviétique
- Paul Mukobo Mundende (né le 14 mars 1937), général congolais

## Événements
- Élection de cinq pays au Conseil de sécurité des Nations unies pour des mandats de deux ans.
- Sortie de l'album Battering Ram du groupe Saxon
- Sortie de l'album Confident de Demi Lovato
- Sortie de l'album Pentatonix du groupe éponyme
- Sortie de l'album The Color Before the Sun du groupe Coheed and Cambria
- Sortie de la chanson Hundred Miles de Yall
- Sortie de la chanson Middle de DJ Snake
- Sortie du film Le Petit Prince
- Sortie du film Le pont des espions
- Sortie du film Problemski Hotel
- Sortie du film Room
- Sortie du film Sal
- Sortie du jeu vidéo Dragon Ball Z: Extreme Butōden
- Sortie du jeu vidéo Refunct
- Sortie du jeu vidéo Tales of Zestiria
- Sortie du jeu vidéo Wasteland 2
- Sortie du jeu vidéo Yoshi's Woolly World
- Début de la série People Are Talking
- Fin de la Saison 2 de C'est pas moi
- Fin de la Saison 4 de Jessie